# Lijst van voetbalinterlands Azerbeidzjan - Montenegro
Deze lijst van voetbalinterlands is een overzicht van alle officiële voetbalwedstrijden tussen de nationale teams van Azerbeidzjan en Montenegro. De landen speelden tot op heden drie keer tegen elkaar. Het eerste duel, een vriendschappelijke wedstrijd, werd gespeeld in Podgorica op 17 november 2010. De laatste ontmoeting, een groepswedstrijd tijdens de UEFA Nations League 2020/21, vond plaats op 14 november 2020 in Zaprešić (Kroatië).

## Wedstrijden
| № | Plaats    | Datum            | Competitie                  | Wedstrijd                 | Uitslag |
| - | --------- | ---------------- | --------------------------- | ------------------------- | ------- |
| 1 | Podgorica | 17 november 2010 | Vriendschappelijk           | Montenegro – Azerbeidzjan | 2 – 0   |
| 2 | Podgorica | 10 oktober 2020  | UEFA Nations League 2020/21 | Montenegro − Azerbeidzjan | 2 − 0   |
| 3 | Zaprešić  | 14 november 2020 | UEFA Nations League 2020/21 | Azerbeidzjan − Montenegro | 0 − 0   |

## Samenvatting
| Competitie          | Totaal gespeeld | Winst Azerbeidzjan | Gelijk | Winst Montenegro | Doelsaldo Azerbeidzjan – Montenegro |
| ------------------- | --------------- | ------------------ | ------ | ---------------- | ----------------------------------- |
| UEFA Nations League | 2               | 0                  | 1      | 1                | 0 − 2                               |
| Vriendschappelijk   | 1               | 0                  | 0      | 1                | 0 − 2                               |
| Totaal              | 3               | 0                  | 1      | 2                | 0 − 4                               |

Wedstrijden bepaald door strafschoppen worden, in lijn met de FIFA, als een gelijkspel gerekend.

## Details

### Eerste ontmoeting
| Vriendschappelijk (Podgorica, Montenegro, 17 november 2010): |       |              |
| Montenegro                                                   | 2 – 0 | Azerbeidzjan |
| Luka Pejović 63' Fatos Bećiraj 74'                           | goals |              |

### Tweede ontmoeting
| UEFA Nations League 2020/21 (Podgorica, Montenegro, 10 oktober 2020): |       |              |
| Montenegro                                                            | 2 – 0 | Azerbeidzjan |
| Stevan Jovetić 9' Igor Ivanović 71'                                   | goals |              |

### Derde ontmoeting
| UEFA Nations League 2020/21 (Zaprešić, Kroatië, 14 november 2020): |       |            |
| Azerbeidzjan                                                       | 0 – 0 | Montenegro |
|                                                                    | goals |            |